# Cynisca
Cynisca, född 440 f.Kr., var en spartansk prinsessa och idrottare, samt den första kända kvinna som vunnit de olympiska spelen. 
Hon var dotter till kung Archidamos II av Sparta. Cynisca vann guld i hästkapplöpning 396 f.Kr. och 392 f.Kr. Hennes segrar gjorde stort intryck på det samtida Grekland, och efter henne är flera kvinnliga vinnare i antikens OS kända. Hon följdes av Zeuxo från Argos (194 f.Kr.), Euryleonis från Sparta (368 f.Kr.), Bilistiche (264 f.Kr.), Timareta, Theodota, Arstocleia och Cassia.